# Капнофіли
Капнофіли — тип екстремофілів: організми, яким для своєї життєдіяльності потрібний вуглекислий газ у концентрації 10-15%.
До капнофілів відносяться: каплілобактерії, Mannheimia succiniciproducens, Aggregatibacter actinomycetemcomitans.